# 六硝基茋
六硝基茋是一种性能优良的耐热低感度炸药，具有机械感度低、物理化学稳定性好、对静电火花不敏感、抗辐射性能强等优点，广泛用于航空航天、高温环境开采、军事爆破等领域。六硝基茋的系统命名法为2,2',4,4',6,6'-六硝基均二苯基乙烯，属多环芳烃的硝基衍生物。

## 物理性质
六硝基茋依制备工艺进度存在5种形态，由合成母液提取后洗涤得到的为HNS-I型，该形态表现为很细的黄色晶体，熔点313-315℃，达到熔点后即会发生分解。HNS-I型经回流重结晶处理可制得HNS-II型，该形态表现为苍黄色针状晶体，熔点可达316-318℃，325℃后开始分解。NHS-II型属单斜晶系，晶胞参数为a=2.198nm，b=0.5528nm，c=1.4663nm，β=108.632°，V=1.688nm3。除上述2种常见形态外，还有3种目前使用较少的衍生形态：与梯恩梯构筑熔铸炸药时产生的HNS-III型、高比表面积的HNS-IV型、二𫫇烷洗涤HNS-IV型得到的HNS-V型。
六硝基茋晶体密度可达1.74g/cm3，但其堆积密度极低：HNS-I型为0.32至0.45g/cm3，HNS-II型也仅为0.45至1g/cm3。六硝基茋不溶于水、氯仿、四氢呋喃和异丙醇，微溶于热丙酮和冰乙酸，溶于二甲基甲酰胺、二甲基亚砜、硝基甲烷、硝基苯和浓硝酸，其吸湿性也很低。

## 制备工艺
六硝基茋主要由梯恩梯与次氯酸钠反应制得，依制造流程可分为一步法和两步法。

### 一步法
一步法又称希普法，由K·G·希普等人于1964年发表。该法在次氯酸钠溶液中迅速加入梯恩梯的四氢呋喃-甲醇混合溶液，搅拌后有细晶体析出，用甲醇洗涤产物可得到六硝基茋的土黄色粗产物，得率约40%，最终使用丙酮精制粗产物即可得到黄色的HNS-I型结晶。将HNS-I型晶体溶解于二甲基甲酰胺并加热至110℃，冷却后得到淡黄色针状结晶，用丙酮洗涤后即可获得HNS-I型和HNS-II型的混合物。多次重复重结晶操作可得到HNS-II型产物。一步法反应迅速、操作简单，在一个容器内即可完成全部反应，但产品收率较低，在完成精制后仅有30%至35%，且反应使用溶剂无法回收。
使用一步法制备六硝基茋的基本反应示意图如下：
20世纪70年代后，多国研究团队又在传统一步法的基础上进行改进，通过控制反应PH值、加入特定添加剂等方式稳定中间产物并减少副反应，将该方法的产率提升至50%上下，但其中部分方法依旧存在严重的废液处置问题，限制了工业上的应用。

### 两步法
两步法主要针对一步法溶剂用量大、产品得率低的缺点进行了改进，引入了六硝基联苄（HNBB）中间体和晶型控制剂，最终不经重结晶工艺直接制得HNS-II型产物。该方法先以次氯酸钠溶液为氧化剂氧化梯恩梯制得六硝基联苄，随后再以适当氧化剂处理制取最终产品。
次氯酸钠氧化梯恩梯制取六硝基联苄产率受反应时间、温度、有效氯含量、PH值、次氯酸钠加入量等多重因素影响：反应初期产率随反应时间增长而迅速上升，至约1小时时达到拐点，随后缓慢下降；低温时产率随反应温度上升而提高，至较高温度后则因副反应和次氯酸钠分解而下降；有效氯含量低于4%时无法完全氧化原料，6%至10%时基本能够维持最大产率，高于10%后则会过度氧化造成产率下降；反应存在最适PH值且该值出现于碱性区间；次氯酸钠溶液加入量也存在最大产率对应值，高于或低于该值均会造成产率的迅速下降。
此外，氧化六硝基联苄的反应也受多重因素影响，其中又属氧化剂和氧化环境影响尤为明显：合适环境下空气处理最高可达75%产率；胆矾催化下氧气处理可达83%产率，使用部分钴化合物则可进一步提升产率至90%以上；液溴与吡啶混合体系下产率最高可达92%。
氧化六硝基联苄制备六硝基茋的基本反应示意图如下：
20世纪80年代前后，还有数篇专利提出过以三硝基氯苄（结构参见CID 3714720 PubChem的链接）为原料在碱性环境制取六硝基茋的方法，当以二氯甲烷为溶剂、氢氧化钠为反应介质时，粗品最高产率达75%，当反应物加入苄基三乙基氯化铵并将反应介质替换为氨水后，其最高粗品得率可达89%。该方法的基本反应示意图如下：

### HNS-IV制备
比表面积在5至25m2/g范围内的六硝基茋可归类为HNS-IV型，这些超细颗粒具有纯度高、机械和静电感度低、耐热及抗辐射性能好的优点，适用于耐热雷管、爆炸桥丝电雷管、冲击片起爆雷管、柔性导爆索等多种爆破器材，为六硝基茋的一个重要研究方向。HNS-IV型粒径小于2微米，其产品品质受多重因素影响。
制备HNS-IV型需要保证作为原料的HNS-I型或HNS-II型具有极高的纯度，目前主要的提纯手段为多次重结晶。影响重结晶实际提纯效果的因素主要为回流温度和反应时间，二者与提纯后产物纯度正相关，溶剂浓度和洗涤溶剂种类则影响有限。此外，原料纯度会直接决定所需重结晶次数，当原料纯度高于95%时，仅需1次重结晶操作就可获得高纯度产物，当原料纯度低于90%时，所需次数则会升至2次或更多。
提纯后的原料可采用机械研磨、气流粉碎、超临界流体、高速撞击流急冷等方法粉碎，随后即可获得高纯度、小粒径的HNS-IV型产品。除以上方法外，溶剂-非溶剂法也受到了广泛的关注。早期实验中，HNS-IV被发现会与溶剂形成胶泥，难以过滤，因此该法被认为不适用于此产品的制备，然而后续又开发出了溶剂与非溶剂高速对撞的方法并最终成功获得沉淀结晶体，且在处理后产率高达80%。为保证产品符合要求，细化过程中可以采用保持较高的流体微观剪切力、选取合适的非溶剂并保持较低温度，在超声波环境混合溶剂和非溶剂等措施以提升相关指标参数。

### 废水处理
六硝基茋生产过程中会产生大量含硝基芳香族化合物的废水，直接排放会造成土壤和水质污染。目前对类似污染物的主流处理手段包括深度氧化、物理吸附、焚烧等。近年来，部分科研人员还开发出了电化学、生物絮凝等处理方法，但总体去除率有限。除此之外，还有团队开发出了包括假单胞菌属、根瘤菌目微生物的固定化生物处理系统，其处置效果较为显著。

## 爆炸性能
六硝基茋的氧平衡为-67.7%，属负氧平衡炸药。其爆容为766L/kg，爆压20GPa，爆热4088kJ/kg，1.6g/cm3时爆速6800m/s，1.7g/cm3时爆速7000m/s。
六硝基茋的感度受多重因素影响，目前已定量研究的包括：撞击感度随着粒径的增大而下降，且在粒径达到5.4微米后下降幅度迅速增加；冲击波感度随压药密度的增加而下降，至1.65g/cm3后可基本认定为不敏感。